# Boris Rihteršič
Boris Alojzij Rihteršič, slovenski prevajalec, novinar, pisec povesti, pesnik * 23. avgust 1908, Radovljica,  † ?

## Življenje in delo
Rodil se je očetu gozdarju Alojziju in materi Frančiški (rojena Ropret). Obiskoval je realko v Ljubljani. Bil je novinar Jutra, pisal je prispevke za Ljubljanski zvon, kjer se je podpisoval s kratico (B. R.). Delal je na Radiu Ljubljana. Prevajal je popularne romane iz angleščine, francoščine, ruščine, poljščine, nemščine v slovenščino. Prevajal je tudi kitajsko liriko. Bil je urednik filmske rubrike v reviji Roman, nekaj deset koledarskih pripovedi in nekaj pesmi je objavil v Jutru, Domovini, Glasu naroda, Amerikanskem Slovencu, Mladem jutru, Življenju in svetu, Ženi in domu in Prosveti, eno Brechtovo pesem je tudi prevedel. Leta 1941 je deloval pri štabu Dragoljuba Mihailovića v Srbiji in Črni gori, od tedaj dalje o njegovem življenju ni podatkov.

## Prevodi
- James Oliver Curwood: Podarjeni obraz (1932) (COBISS)
- Arthur Conan Doyle: Boj v megli (Baskervillski pes) (1932) (COBISS)
- Alexandre Dumas: Dama s kamelijami (1934) (COBISS)
- Jack London: Mala gospa velikega doma (1934) (COBISS)
- Jack London: Joe med pirati (1934) (COBISS)
- Pierre Benoit: Königsmark (1934) (COBISS)
- Richard Voss: Dva človeka (1934) (COBISS) [Zwei Menschen, 1918]
- Herbert George Wells: Boj z marsovci (1934) (COBISS)
- Alexandre Dumas: Črni tulipan (1935) (COBISS)
- Henryk Sienkiewicz: Mali vitez (1935) (COBISS)
- Edgar Allan Poe: Zgodbe groze (1935) (COBISS)
- Gabriel Scott: Sivka. Prevod je bil objavljen v časopisu Domovina (1935)
- Edward Phillips Oppenheim: Igra za prostost (1936) (COBISS) [The game of liberty, 1915]
- Metta Victoria Fuller Victor: Dnevnik malopridnega Jurčka (1936) (COBISS)
- Friedrich von Gagern: Beg iz pekla (1936) (COBISS) [Der Marterpfahl, 1913]
- Agnes Günther: Dušica Rožamarija (1937) (COBISS) [Der Heilige und ihr Nahr, 1913]
- Klabund: Pjotr: roman carja, Rasputin: roman demona (1938) (COBISS)
- Ludwig Ganghofer: Vaški apostol (1939) (COBISS) [Der Dorfapostel, 1900]